# Louis-Joseph-Raphaël Collin
Louis-Joseph-Raphaël Collin (Parigi, 17 giugno 1850 – Brionne, 19 febbraio 1916) è stato un pittore francese, vicino al movimento simbolista.

## Biografia
Era figlio di Nicolas-Pierre Collin (1820-1900), curatore di una delle biblioteche municipali di Parigi, pittore dilettante che espose al Salon dal 1865 al 1870, e di Catherine de Mouzon (1820-1907). Aveva una sorella minore di nome Anne-Marie-Blanche, più comunemente nota come Blanche Collin, nata quattro anni dopo.
Raphaël Collin studiò inizialmente alla Scuola di San Luigi di Parigi. Si trasferì in seguito a Verdun ed ebbe come compagno di studi Jules Bastien-Lepage con cui strinse una lunga amicizia. Tornato a Parigi, divenne allievo di William Bouguereau. Cambiò poi maestro, preferendo l'atelier di Alexandre Cabanel, presso il quale ritrovò l'amico Lepage, Fernand Cormon, Aimé Morot e Jean-Joseph Benjamin-Constant. Nel 1873 espose per la prima volta al Salon, dove, negli anni seguenti, ricevette numerosi premi e riconoscimenti.

Dal 1872 al 1889 collaborò con Théodore Deck alla realizzazione di maioliche decorative.

Fra i suoi lavori di pittura decorativa spiccano i soffitti del piccolo "foyer" del Teatro dell'Odéon e di quello del Théâtre national de l'Opéra-Comique.

Collin fu comunque un pittore di genere, di ritratti e di nudi, di composizioni decorative e di semplici illustrazioni.  Il movimento simbolista non lo influenzò più che tanto, e comunque solo formalmente: al di là dei soggetti e dei modi tipici di tale corrente pittorica traspare sempre dalle sue opere una forte caratterizzazione personale, aliena dai languori dei simbolisti.
Fu un appassionato collezionista di terre cotte antiche, di manufatti in grès e di vasellame orientale; la sua collezione di ceramiche giapponesi per la cerimonia del tè fu acquistata, un anno dopo la sua morte, dal Museo di Belle arti di Lione.
Collin morì a Brionne a 66 anni.

## Allievi
- Georges Gasté
- Gabriel Moiselet
- Joan Brull Vinyoles (Barcellona) - (1863-1912)
- Lucien Lévy-Dhurmer
- Elin Danielson Gambogi
- Minerva Josephine Chapman

## Opere

### Opere presenti in collezioni pubbliche
- "Ritratto di M.lle Rossolin", Museo d'arte di Tolone,(1889).

### Testi illustrati
- Longus,   "Daphnis et Chloé", H. Launette et G. Boudet, Paris, 1890.
- Pierre Louÿs, "Chansons de Bilitis", Parigi, Ferroud, 1906.
- Pierre Louÿs, "Aphrodite", incisioni di Ernest Florian, Parigi, Ferroud, 1909.

## Riconoscimenti e titoli
- 1889, Gran premio all'Esposizione universale di Parigi del 1889.
- 1894, Ufficiale della Legion d'Onore.
- Cavaliere dell'ordine di San Michele (Regno di Baviera)
- Ordine del Sol levante (Giappone)

## Galleria d'immagini

### Nudi

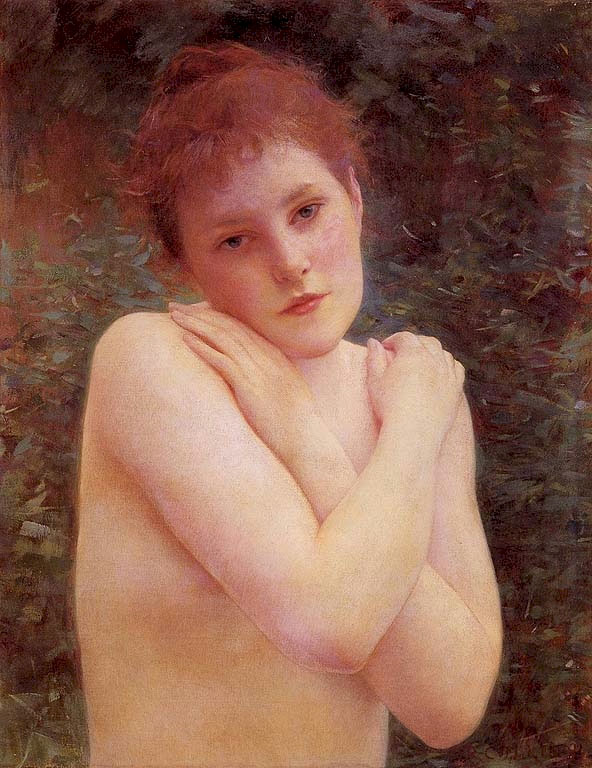
Nudo, 1892
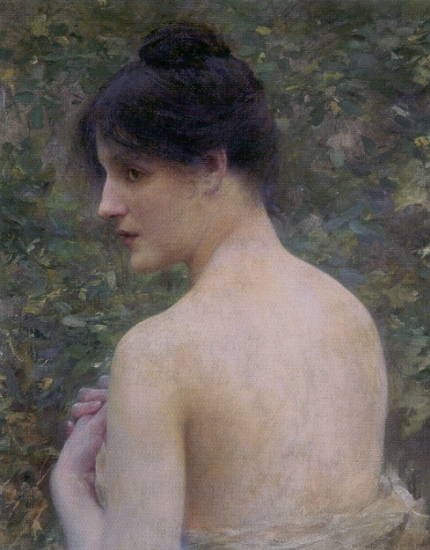
Ritratto della bellezza
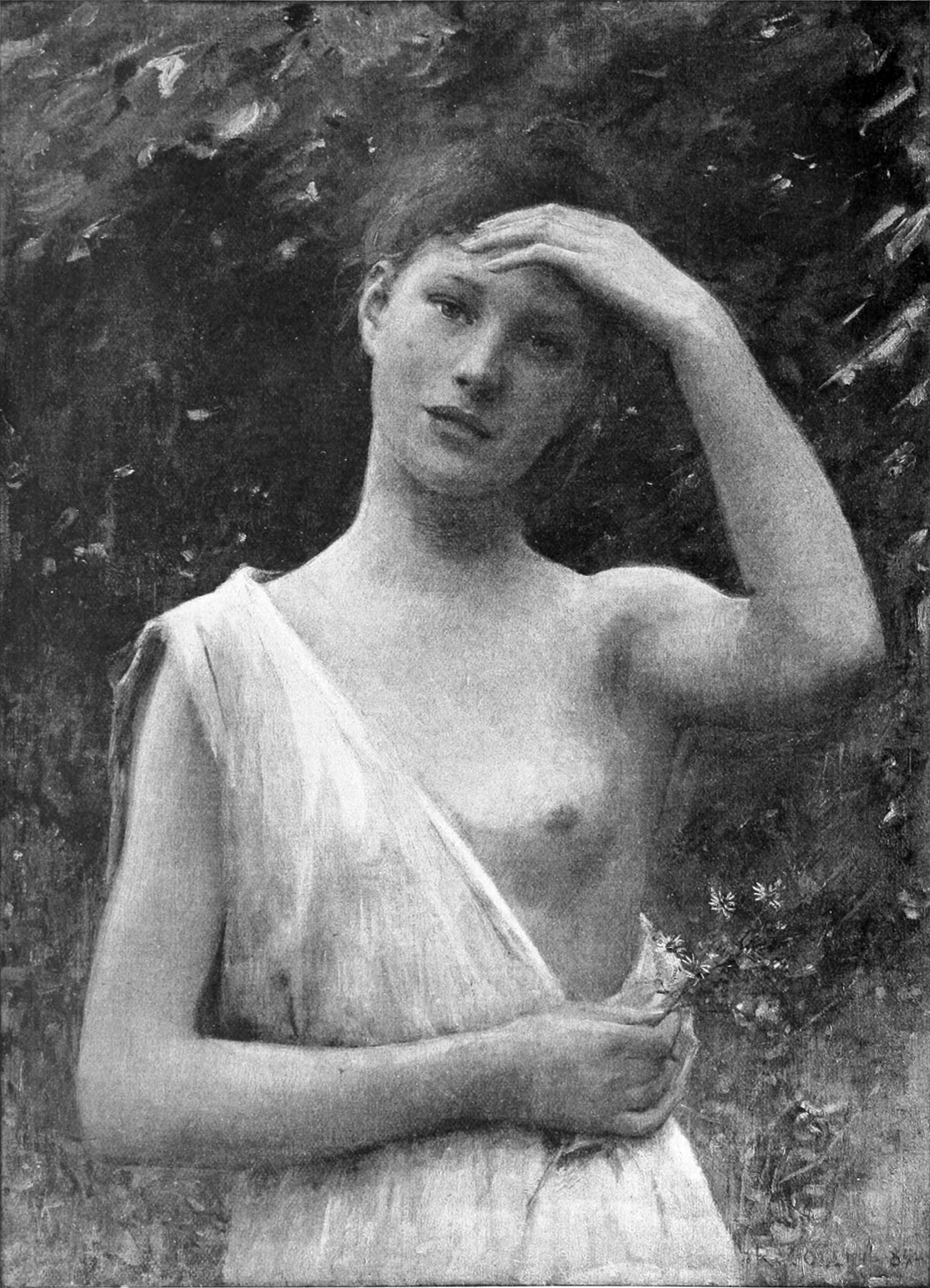
Adolescenza
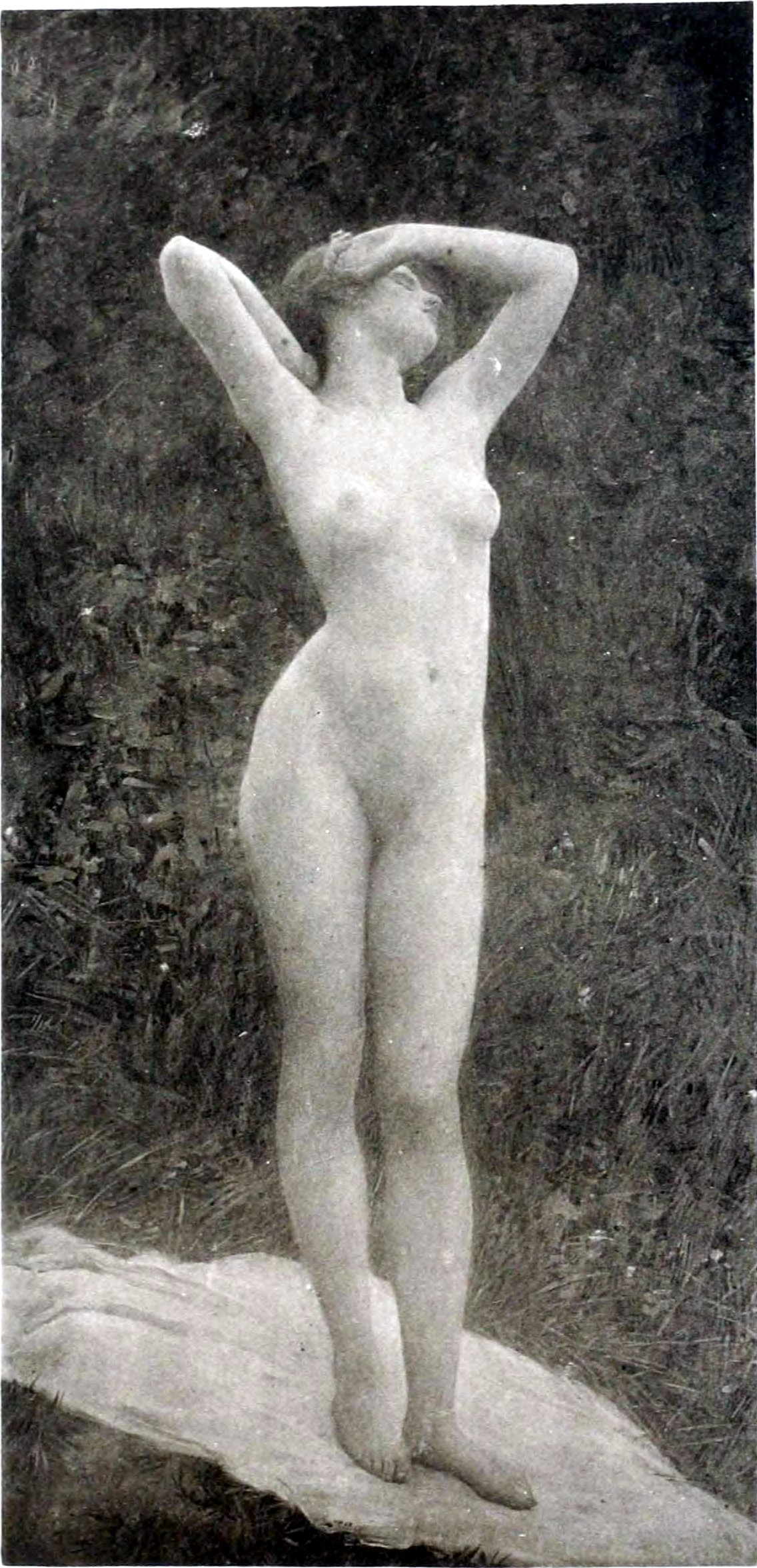
Il risveglio
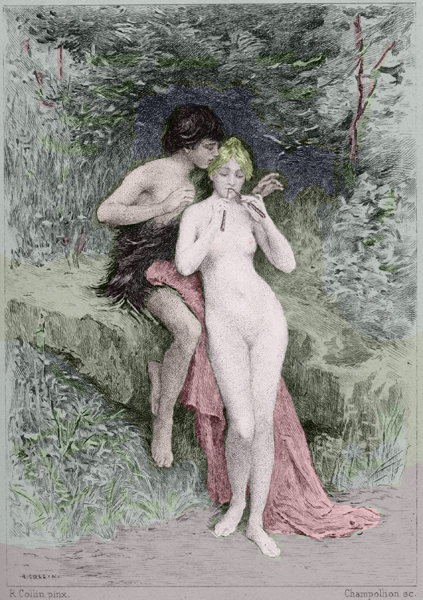
Dafni e Cloe
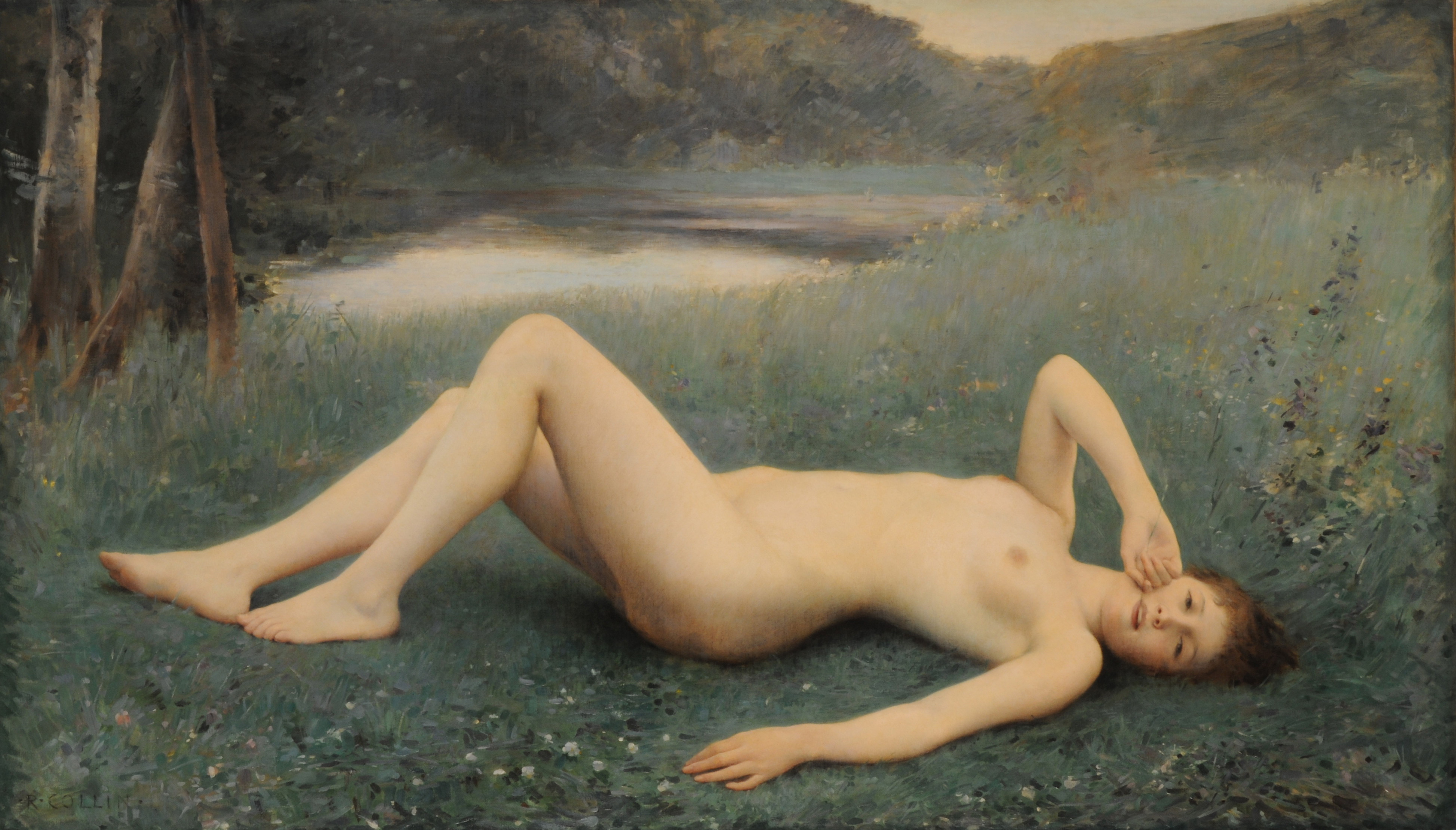
Floreale